# Noyau de Poisson
En théorie du potentiel, le noyau de Poisson est un opérateur intégral utilisé pour résoudre le problème de Dirichlet en dimension 2. Plus précisément, il donne des solutions à l'équation de Laplace en deux dimensions vérifiant les conditions aux limites de Dirichlet sur le disque unité. Cet opérateur peut se concevoir comme la dérivée de la fonction de Green solution de l'équation de Laplace.
Le noyau de Poisson est important en analyse complexe car il est à l'origine de l'intégrale de Poisson qui donne une fonction harmonique définie sur le disque unité prolongement d'une fonction définie sur le cercle unité.
Les noyaux de Poisson trouvent leurs applications en théorie de la régulation et dans les problèmes d'électrostatique en dimension 2. En pratique, la définition des noyaux de Poisson est souvent étendue aux problèmes de dimension n quelconque.

## Les noyaux de Poisson en dimension 2

### Sur le disque unité
Dans le plan complexe, le noyau de Poisson pour le disque unité est donné par
{\displaystyle P_{r}(\theta )=\sum _{n=-\infty }^{\infty }r^{|n|}\mathrm {e} ^{\mathrm {i} n\theta }={\frac {1-r^{2}}{1-2r\cos \theta +r^{2}}}=\operatorname {Re} \left({\frac {1+r\mathrm {e} ^{\mathrm {i} \theta }}{1-r\mathrm {e} ^{\mathrm {i} \theta }}}\right),\ \ \ 0\leq r<1.}
{\displaystyle P} peut être considéré de deux façons : comme une fonction de deux variables, r et θ, ou comme une famille de fonctions en θ, indexée par r.
Si {\displaystyle D} est le disque unité ouvert de C, et si f est une fonction continue sur le cercle unité {\displaystyle \partial D} à valeurs dans R, alors, la fonction u définie par 
{\displaystyle u(r\mathrm {e} ^{\mathrm {i} \theta })={\frac {1}{2\pi }}\int _{-\pi }^{\pi }P_{r}(\theta -t)f(\mathrm {e} ^{\mathrm {i} t})\,\mathrm {d} t,\ \ \ 0\leq r<1}
ou de manière équivalente par
{\displaystyle u(z)={\frac {1}{2\pi }}\,\operatorname {Re} \left(\int _{-\pi }^{\pi }{\frac {\mathrm {e} ^{\mathrm {i} t}+z}{\mathrm {e} ^{\mathrm {i} t}-z}}f(\mathrm {e} ^{\mathrm {i} t})\,\mathrm {d} t\right)}
est harmonique sur {\displaystyle D}, et peut se prolonger en une fonction continue sur le disque fermé {\displaystyle {\overline {D}}} qui coïncide avec f sur la frontière du disque. 
Habituellement, on se restreint à des fonctions qui sont soit de carré intégrable, soit de puissance p-ième intégrable sur le cercle unité. Quand on impose aux prolongements harmoniques d'être holomorphes, les solutions f sont des éléments de l'espace de Hardy. En particulier, le noyau de Poisson est souvent utilisé pour démontrer l'isomorphisme des espaces de Hardy sur le disque unité et sur le cercle unité.
Dans l'étude des séries de Fourier, les noyaux de Poisson font leur apparition dans l'étude des moyennes d'Abel pour les séries de Fourier en donnant un exemple de noyau de sommabilité.

### Sur le demi-plan supérieur
Il est possible, à l'aide de certaines transformations de Möbius, de transformer conformément le disque unité en le demi-plan supérieur. La transformation conforme d'une fonction harmonique étant également harmonique, le noyau de Poisson peut donc s'étendre au demi-plan supérieur.
L'intégrale de Poisson prend alors la forme suivante :
{\displaystyle u(x+\mathrm {i} y)={\frac {1}{\pi }}\int _{-\infty }^{\infty }P_{y}(x-t)f(t)\,\mathrm {d} t}
pour {\displaystyle y>0}. Le noyau est quant à lui donné par
{\displaystyle P_{y}(x)={\frac {y}{x^{2}+y^{2}}}.}
Pour une fonction {\displaystyle f} de l'espace Lp(R) des fonctions de puissance p-ième intégrable sur la droite réelle, u peut être considérée comme le prolongement harmonique de f sur le demi-plan supérieur. Par analogie avec le disque, quand u est holomorphe sur le demi-plan supérieur, alors u est un élément de l'espace de Hardy {\displaystyle u\in H^{p}} et en particulier,
{\displaystyle \|u\|_{H^{p}}=\|f\|_{\mathrm {L} ^{p}}}.
Ainsi, l'espace de Hardy Hp sur le demi-plan supérieur est un espace de Banach et en particulier, sa restriction à l'axe réel est un sous-espace fermé de {\displaystyle \mathrm {L} ^{p}(\mathbb {R} )}. Il ne s'agit néanmoins que d'une analogie ; la mesure de Lebesgue du cercle unité est finie, alors que celle de la droite réelle ne l'est pas.